# Etiuda op. 10 nr 4 (Chopin)

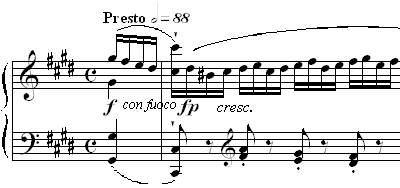
Charakterystyczny motyw rozpoczynający dzieło

Etiuda cis-moll op. 10.4 – czwarta z Etiud Fryderyka Chopina. Została skomponowana na fortepian w 1830 w tempie bardzo szybkim (Presto). Zadedykowana Lisztowi („à son ami Franz Liszt”), jak całe opus 10.